# العلاقات الجورجية المصرية
العلاقات الجورجية المصرية هي العلاقات الثنائية التي تجمع بين جورجيا ومصر.

## مقارنة بين البلدين
هذه مقارنة عامة ومرجعية للدولتين:
| وجه المقارنة                                              | جورجيا                          | مصر           |
| --------------------------------------------------------- | ------------------------------- | ------------- |
| المساحة (كم2)                                             | 69.70 ألف                       | 1.01 مليون    |
| عدد السكان (نسمة)                                         | 3.72 مليون                      | 94.80 مليون   |
| الكثافة السكانية (ن./كم²)                                 | 53.37                           | 93.86         |
| العاصمة                                                   | تبليسي، كوتايسي                 | القاهرة       |
| اللغة الرسمية                                             | اللغة الجورجية، اللغة الأبخازية | اللغة العربية |
| العملة                                                    | لاري جورجي                      | جنيه مصري     |
| الناتج المحلي الإجمالي (بليون دولار)                      | 15.16 مليار                     | 235.37 مليار  |
| الناتج المحلي الإجمالي (تعادل القوة الشرائية) بليون دولار | 35.68 مليار                     | 998.67 مليار  |
| الناتج المحلي الإجمالي الاسمي للفرد دولار أمريكي          | 3.79 ألف                        | 3.61 ألف      |
| الناتج المحلي الإجمالي للفرد دولار أمريكي                 |                                 |               |
| مؤشر التنمية البشرية                                      | 0.754                           | 0.690         |
| رمز المكالمات الدولي                                      | +995                            | +20           |
| رمز الإنترنت                                              | .ge، .გე ‏                       | .eg، .مصر     |
| المنطقة الزمنية                                           | ت ع م+04:00                     | ت ع م+02:00   |

## مدن متوأمة
في ما يلي قائمة باتفاقيات التوأمة بين مدن جورجية ومصرية:
- ترتبط تبليسي مع القاهرة باتفاقية توأمة منذ 1975.

## منظمات دولية مشتركة
يشترك البلدان في عضوية مجموعة من المنظمات الدولية، منها:
| علم المنظمة | اسم المنظمة                   | تاريخ انضمام جورجيا | تاريخ انضمام مصر |
| ----------- | ----------------------------- | ------------------- | ---------------- |
|             | يونسكو                        | 7 أكتوبر 1992       | 22 يناير 1947    |
|             | الفريق المعني برصد الأرض      | ?                   | فبراير 2005      |
|             | مؤسسة التمويل الدولية         | 29 يونيو 1995       | 20 يوليو 1956    |
|             | مؤسسة التنمية الدولية         | 31 أغسطس 1993       | 26 أكتوبر 1960   |
|             | منظمة التجارة العالمية        | 14 يونيو 2000       | 30 يونيو 1995    |
|             | الاتحاد البريدي العالمي       | ?                   | ?                |
|             | الاتحاد الدولي للاتصالات      | 7 يناير 1993        | 9 ديسمبر 1876    |
|             | الأمم المتحدة                 | 31 يوليو 1992       | 24 أكتوبر 1945   |
|             | البنك الدولي للإنشاء والتعمير | 7 أغسطس 1992        | 27 ديسمبر 1945   |
|             | المنظمة الهيدروغرافية الدولية | ?                   | 21 يونيو 1921    |

## وصلات خارجية
- موقع وزارة الخارجية الجورجية
- موقع وزارة الخارجية المصرية